# Ett tufft jobb
Ett tufft jobb (originaltitel: The Hard Way) är en amerikansk actionkomedifilm från 1991 i regi av John Badham.

## Handling
Hollywoodstjärnan Nick Lang (Michael J. Fox) vill ha en roll som stenhård mordspanare och tror att han ska få den om han kan få jobba med en riktig mordspanare några veckor. Polisen John Moss (James Woods) är på jakt efter en massmördare och vill absolut inte ta hand om någon fånig filmhjälte, men hans chef (som är Nick Lang-fan) insisterar. 

## Medverkande i urval
- Michael J. Fox - Nick Lang/Ray Casanov
- James Woods - John Moss, New York-polis
- Stephen Lang - Party Crasher
- Annabella Sciorra - Susan
- Christina Ricci - Bonnie